# Шамбон, Пьер
Пьер Шамбон (фр. Pierre Chambon; род. 7 февраля 1931, Мюлуз, Франция) — французский учёный. Труды в основном посвящены генетике, молекулярной биологии и биохимии. Лауреат многих престижных премий.
Получил известность как исследователь белков и эукариотов. Идентифицировал поли(АДФ-рибоза)-полимеразы, структуру хроматина, нуклеосому, РНК-полимеразу II, энхансер, промотор.
Является членом Французской академии наук, Европейской академии, EMBO, Академии Американской ассоциации исследований рака (2014), иностранным членом Национальной академии наук США (1985), Американской академии искусств и наук и Шведской королевской академии наук.
В 1958 году получил степень доктора медицины в Страсбургском университете.

## Награды
- 1979 — Золотая медаль Национального центра научных исследований
- 1982 — Richard Lounsbery Award[англ.] (совместно с Жаном-Пьером Шанжё), «For their work on fundamental structures of genetic material and of the nervous system.»
- 1987 — Премия Харви, «In recognition of his outstanding and fundamental contributions to the understanding of gene structure and regulation, the characterization of mammalian enhancer sequences and the analysis of steroid hormone binding sites; work which has opened new avenues in molecular biology and the genetic eukaryotic cells.»
- 1988 — Международная премия короля Фейсала
- 1999 — Премия Луизы Гросс Хорвиц
- 2003 — Премия фонда «March of Dimes» по биологии развития (совместно с Рональдом Эвансом), «For discovering nuclear hormone receptors and characterizing their structure and function.»[5]
- 2003 — Премия Альфреда Слоуна[англ.]
- 2004 — Премия Альберта Ласкера за фундаментальные медицинские исследования (совместно с Рональдом Эвансом и Элвудом Дженсеном), «For the discovery of the superfamily of nuclear hormone receptors and elucidation of a unifying mechanism that regulates embryonic development and diverse metabolic pathways.»[6]
- 2010 — Международная премия Гайрднера, «For the elucidation of fundamental mechanisms of transcription in animal cells and to the discovery of the nuclear receptor superfamily»[7].
- 2018 — Премия Луизы Гросс Хорвиц

Офицер ордена Академических пальм (1993). Командор ордена Почётного легиона (2000).
Великий офицер ордена За заслуги (2011).